# Brocton (Staffordshire)
Brocton – wieś i civil parish w Anglii, w hrabstwie Staffordshire, w dystrykcie Stafford. Leży 6 km na południowy wschód od miasta Stafford i 193 km na północny zachód od Londynu.